# Nordsee

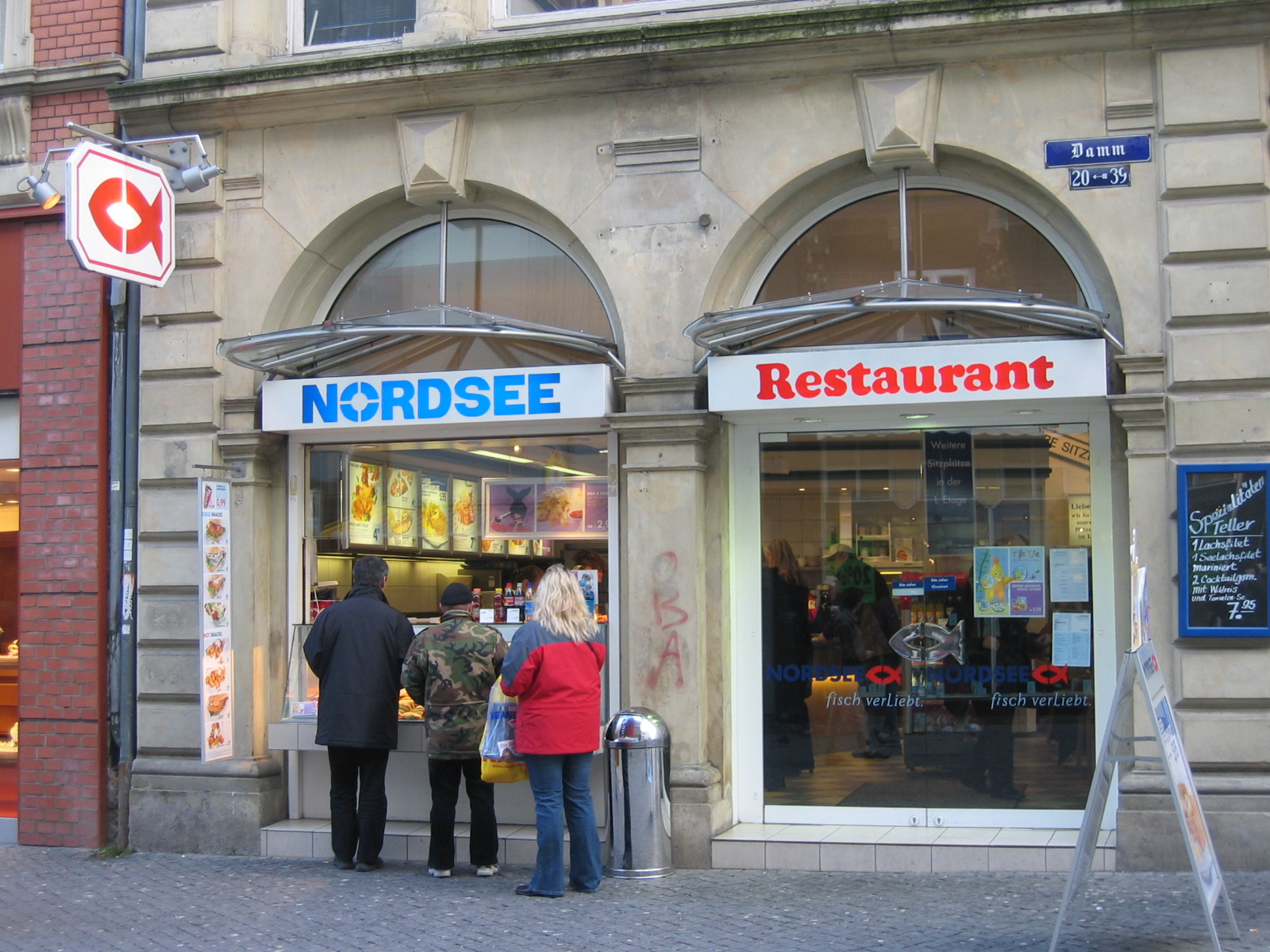
Un ristorante Nordsee a Braunschweig, Germania

Nordsee è un fast food tedesco specializzato in prodotti a base di pesce. Dal 2018 è di proprietà del fondo di investimenti Kharis Capital. L'azienda è presente soprattutto in Germania ed Austria con centinaia di punti vendita, ma è presente con alcuni punti vendita anche in altri paesi dell'Europa e del Medio Oriente.

## Storia
L'azienda è nata a Brema il 23 aprile 1896, su iniziativa di Adolf Vinnen, che raccolse nella società Deutsche Dampffischerei-Gesellschaft NORDSEE un gruppo di pescatori. Lo scopo dell'impresa era di rifornire di pesce fresco quelle aree del paese distanti dal mare. Per fare ciò la Nordsee iniziò con una flotta composta da sette pescherecci. Presente in Austria già dal 1899 nel 2000 inizia l'espansione in Svizzera, mentre nel 2002 apre il primo ristorante in Slovenia. Nel 2008 entra nel mercato rumeno e l'anno successivo apre un ristorante in Bulgaria, in Slovacchia, a Dubai, in Spagna e in Turchia. Nel 2011 apre a Vicolungo un ristorante in Italia poi chiuso dopo pochi anni